# エコー〜こだまする歌〜
「エコー 〜こだまする歌〜」（エコー こだまするうた）は、2018年2月・3月に、NHKの音楽番組『みんなのうた』で放送された楽曲。作詞・作曲：吉田隆、歌：NHK東京児童合唱団。

## 概要
- 別れても友達との思い出や夢を分かち合える歌で繋いでいこうとする歌。
- 映像では、春に遠くの街に引っ越す少年がクラスメイトに別れを告げ、船で故郷から旅立つ時に駆けつけてきたクラスメイト達に手を振ってお別れをする。
- アニメーションの制作を担当した遊佐かずしげは、2016年6月・7月に放送された『弱虫けむし』以来、1年半ぶり2回目の担当となる。
- 作詞・作曲を担当した吉田隆は、2番の途中からバックコーラスに参加している。
- 後述の理由により放送が一時中断された。

## 放送中止と再開
- 本楽曲は放送開始から僅か4日後の2018年2月5日の午後から公式サイトで公開されていた本楽曲の動画が非公開となり、翌日の2月6日から2月13日までの期間中は本楽曲とカップリングの『忘れないよ』のテレビ放送が中止される異例の事態となった。この期間中は総合・Eテレ共に当時新曲で別枠だった『おばけでいいからはやくきて』『天まで飛ばそ』の2曲に差し替えられた[1]。なお公式側から放送中止・差し替えの告知は行われなかった。
- 放送中止の原因は映像に登場する少年が鳥籠からセキセイインコを逃すシーンが視聴者に問題視されたためと思われる（実際にペットを逃がす行為は犯罪行為である）。
- 2月14日から映像を一部修正した上で放送が再開された（公式サイトの動画も同日から公開を再開）。問題となったセキセイインコは野生の青い鳥に変更、他にも少年の表情の変化や背景が追加されるなど微修正が施された。
- 『みんなのうた』で放送中の新曲が中止する事例は『ごっつぉさま』（1997年6月・7月放送）[2]以来およそ21年ぶりだが、アニメーション修正のために放送中止から再開まで行われた事例は本楽曲が初めてである。そのためか、放送終了直後の2018年4月・5月にお楽しみ枠で『忘れないよ』と共に再放送が行われた。